# マルク＝アンドレ・ラファロヴィチ
マルク＝アンドレ・ラファロヴィチ（Marc-André Raffalovich, 1864年 - 1934年）は、フランス出身のイギリスの詩人・作家。同性愛を題材とした作品を遺すが、今日では詩人ジョン・グレイとの長きに渡る関係によって特に知られる。

## 生い立ち

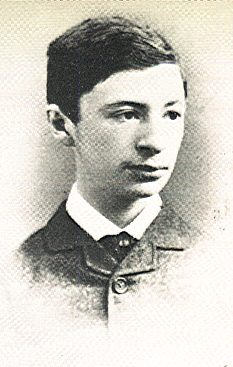
1880年ごろのラファロヴィチ青年

1864年9月11日に、ロシア系ユダヤ人の富豪の息子としてパリに生まれる。ラファロヴィチ家は前年の1863年に、オデッサからパリに移ってきたばかりであった。オクスフォード大学で学位を取る目的で1882年に渡英するも、予定を変更してロンドンに居を定める。豪邸に住み、1890年代には自宅にサロンを開いて文人や芸術家たちを派手にもてなした。こういう晩餐会を通じて自らを文壇に売り込もうとする彼のやり方を面白がったのがオスカー・ワイルドたちだった。「親愛なるアンドレ！ 彼はサロン（salon）を開くためにロンドンへやってきたのに、サルーン（saloon, 高級酒場）を開くことに成功しただけだ」というワイルドの皮肉は有名である。ラファロヴィッチが1892年に、生涯の伴侶となったジョン・グレイとであったのもこのサロンにおいてであった。これ以降、2人はワイルドとその取り巻きから遠ざかった。
ちなみに1890年に姉ソフィーが、アイルランドの民族主義的な政治家、ウィリアム・オブライエン（1852年～1928年）と結婚している。

## 創作活動
1894年に、同性愛（本人曰く「単性愛unisexualité」）に関する執筆活動に入る。『犯罪人類学の史料（Archives de l'Anthropologie Criminelle）』はリヨンにおいて、法医学教授で犯罪学の先駆者アレクサンドル・ラカサーニュによって威厳のある批評を受けた。間もなくこの分野の専門家として認められるようになり、ヨーロッパ各地の研究家と手紙のやり取りを交わした。
大著『男子同性愛と同性愛～性的本能のさまざまな発露（Uranisme et unisexualité: étude sur différentes manifestations de l'instinct sexuel）』は1896年に出版された。1897年には、同性愛を題材とした刊行物すべてを目録化せんとの狙いから、『同性愛年報（Annales de l'unisexualité）』と『同性愛年譜（les Chroniques de l'unisexualité）』 に取り掛かる。これらは今日に至るまで、歴史家にとって使い勝手のよい資料になっている。

## 改宗
1896年にジョン・グレイに感化され、カトリックに改宗。修道士セバスティアンとして聖ドミニコ会第三会員に入会。以後、彼は死ぬまで敬虔なクリスチャンであり続け、ドミニコ会に惜しみない援助を施した。グレイが聖職者になるためローマに留学した時もラファロヴィチが全額を負担した。
1905年、同時期グレイは司祭となりエディンバラに赴任し、モーニングサイドの聖ピーター教会の建設に携わると、ラファロヴィチはその近くに移り住み、グレイの新しい教会の経費を支援した。ラファロヴィチとグレイは別々に住み、人前では殊更によそよそしく振舞っていたが、2人の仲は親密だった。

## 持論
ラファロヴィチの同性愛観とカトリック信仰には密接な結びつきが見受けられる。同性愛を「第三の性」とする当時の同性愛観から進んで、同性愛とは単に人類の性の営みの一つの現れであると看做すようになった。異性愛との相違点を引き出すにあたってラファロヴィチは、悪徳と美徳という概念に依拠した。すなわち、異性愛者の運命とは、結婚することと家庭生活を始めることだが、同性愛者の義務とは、芸術への探究心や霊的・神秘的な友情を以って自らの欲望に打ち勝ち、欲望を乗り越えることなのである。
ラファロヴィチは、生まれつきの同性愛と意図的な同性愛とを線引きし、前者は配慮に値するが、後者は悪徳と倒錯に染まっているとした。これらの見方はマグヌス・ヒルシュフェルトや「科学人道委員会」と衝突することとなり、彼らについてラファロヴィチは、倫理の崩壊の宣伝工作員であるとか、すべての世代を断絶させようと望んでいるなどと非難した。あまつさえ、倫理上のありとあらゆる無秩序を避けるための手立てとして、「ドイツ刑法175条」を支持さえした。
同性愛とカトリック信仰を両立させようとする試みゆえに、ラファロヴィチは初期の同性愛者解放運動を非難するに至り、1910年になると、自らも身を置いていた同性愛という題目について論じることをついには止めてしまう。その後はエディンバラのサロンや新進芸術家の援助に没頭した。
生涯の伴侶ジョン・グレイと同じく1934年に歿した。